# Juraj Žuffa
Juraj Žuffa, né le 2 septembre 1959, à Košice, en Tchécoslovaquie, est un ancien joueur et entraîneur de basket-ball slovaque. 

## Palmarès
- Finaliste du championnat d'Europe 1985
- 3e du championnat d'Europe 1981